# Pacyna
Pacyna is een dorp in de Poolse woiwodschap Mazovië. De plaats maakt deel uit van de gemeente Pacyna en telt 220 inwoners.